# ديسلوراتادين
ديسلوراتادين (بالإنجليزية: Desloratadine)‏ (الاسم التجاري Clarinex في الولايات المتحدة و Aerius في أوروبا وكندا) هو دواء مضاد لمستقبلات الهيستامين H1 ثلاثي الحلقات يستخدم لعلاج الحساسية. وهو مستقلب نشط للوراتادين.
سُجلت براءة اختراعه في عام 1984 ودخل حيز الاستخدام الطبي في عام 2001.

## الاستخدامات الطبية
يستخدم ديسلوراتادين لعلاج التهاب الأنف التحسسي، احتقان الأنف، والشرى المزمنة مجهولة السبب (انتبار). وهو المستقلب الرئيسي للوراتادين والعقاران متشابهان في السلامة والفعالية. يتوفر الديسلوراتادين في العديد من الجرعات وتحت العديد من الأسماء التجارية في جميع أنحاء العالم.
أحد استطبابات الديسلوراتادين هو علاج حب الشباب، كعلاج مساعد غير مُكلِف للآيزوتريتينوين وربما كعلاج مداومة أو كعلاج وحيد للعد.

## الآثار الجانبية
الآثار الجانبية الأكثر شيوعاً هي التعب، جفاف الفم، والصداع.

## التداخلات الدوائية
لم تظهر عدد من الأدوية والمواد الأخرى التي تميل للتداخلات الدوائية، مثل الكيتوكونازول، الإريثرومايسين، وعصير الجريب فروت، أي تأثير على تركيز ديسلوراتادين في الجسم. لذا فإن ديسلوراتادين لديه قابلية منخفضة للتداخلات الدوائية.

## ديناميكية دوائية
ديسلوراتادين هو أحد مضادات الهيستامين H1 الانتقائية التي تعمل بمثابة شاد عكوس لمستقبل الهيستامين H1.
في الجرعات العالية جداً، يكون أيضاً مناهض لتحت أنواع مختلفة من مستقبلات الأسيتيل كولين المسكارينية. هذا التأثير ليس له علاقة بتأثير الدواء عند استخدام الجرعات العلاجية.

## حركية دوائية
يمتص ديسلوراتادين جيداً من الأمعاء ويصل إلى أعلى تركيز في بلازما الدم بعد حوالي ثلاث ساعات. في الجريان الدموي، ترتبط 83 إلى 87٪ من المادة مع بروتينات البلازما.
يتم استقلاب ديسلوراتادين إلى 3 هيدروكسي ديسلوراتادين في سلسلة من ثلاث خطوات في الاستقلاب الطبيعي. أولاً، اقتران غلوكوروني للديسلوراتادين بواسطة UGT2B10؛ ثم إضافة هيدروكسيل لديسلوراتادين-ن-غلوكورونايد بواسطة CYP2C8؛ وأخيراً تفكيك غير إنزيمي لـ 3-هيدروكسي ديسلوراتادين ن-غلوكورونايد. يتم التخلص من كل من ديسلوراتادين و3 هيدروكسي ديسلوراتادين عن طريق البول والبراز بعمر نصف يبلغ 27 ساعة في الحالات الطبيعية.

3-هيدروكسي ديسلوراتادين هو المستقلب الرئيسي

يُظهر الدواء تأثير محيطي فقط لأنه لا يعبر بسهولة الحاجز الدموي الدماغي؛ لذا فإنه لا يسبب نعاس عادة لأنه لا يصل بسهولة إلى الجهاز العصبي المركزي.
وجد أن ديسلوراتادين ليس له تأثير قوي على عدد من الإنزيمات المختبرة في نظام السيتوكروم P450.

## علم الصيدلة الجيني
2% من سكان القوقاز و18% من المنحدرين من أصل أفريقي يعانون من ضعف استقلاب ديسلوراتادين. في هؤلاء الأشخاص، يصل تركيز الدواء في البلازما إلى أعلى بثلاثة أضعاف بعد ست إلى سبع ساعات من تناوله، وله عمر نصف يبلغ حوالي 89 ساعة. ومع ذلك، فإن ملف تعريف الأمان لهؤلاء الأشخاص ليس أسوأ من المستقلبات (العادية) واسعة النطاق.

## الاقتصاد
عندما طُرح لأول مرة في كندا عام 2002، بيع مقابل 0.82 دولار كندي لكل جرعة.